# Спомен обележје за 192 погинула Београђанина
Спомен обележје за 192 погинула Београђанина је споменик Београђанима погинулим у склоништу током шестоаприлског бомбардовања у Другом светском рату. Налази се у Карађорђевом парку у Београду, у општини Врачар.
Спомен обележје је у облику црне гранитне плоче димензија 70x70 цм, на косо обликованом постаменту. На плочи је уклесан натпис: „Овде у Карађорђевом парку погинула су сто деведесет два недужна грађанина од изненадног напада немачких авиона 6. априла 1941. године.” — Грађани Београда, новембра 1975.
Пред Други светски рат у средишту парка је направљено склониште, у коме су недужни грађани страдали када је склониште погођено при бомбардовању. На месту склоништа и њихове смрти постављена је спомен-плоча која подсећа на овај трагичан догађај.